# Secretaría de Turismo (Honduras)
La  Secretaría de Estado en el Despacho de Turismo(SETURH- IHT)  de Honduras es la institución responsable de estimular, orientar y promover el desarrollo turístico del país, con vistas a mejorar la calidad de vida de los hondureños y fortalecer la identidad nacional.
Fue creada en 1998 durante el gobierno de Carlos Flores, siendo anteriormente una institución bajo la administarción de otras dependencias.

## Historia
En 1953, durante la administración del presidente Juan Manuel Gálvez, se creó el Instituto Hondureño de Turismo (IHT) como dependencia del Ministerio de Relaciones Exteriores. 
En 1962, durante la presidencia de Ramón Villeda Morales se renombró a Instituto de Fomento del Turismo y se le dio un carácter semiautónomo, siendo supervisado por la a Secretaría de Estado en los Despachos de Gobernación, Justicia y Seguridad Pública.
En 1966 se creó la Oficina Coordinadora de Turismo y en 1971 se formó el Consejo Nacional de Turismo. En 1972 volvió a llamarse Instituto Hondureño de Turismo y se le asignó un presupuesto de un millón de Lempiras.
En 1974 se creó la Secretaría de Cultura, renombrándose en 1975 como Secretaría de Estado en los Despachos de Cultura, Turismo e Información. En 1978 se volvió a renombrar como Secretaría de Cultura y Turismo, mientras que la dirección de información pasó a ser parte de la Secretaría de Prensa, una dependencia de la Presidencia de la República.
En 1998, el gobierno de Carlos Flores estableció varias Secretarías de Estado, entre ellas la Secretaría de Turismo, creada mediante el Decreto No. 6-98 del 25 de marzo de ese año. La misma conservó su autonomía y se le asignaron las siglas SETUR-IHT.
En 2014, el gobierno de Juan Orlando Hernández suprimió la Secretaría de Turismo, volviéndola una dirección dependiente de la Secretaría de Desarrollo Económico. En 2018 el mismo gobierno le dio de nuevo el rango de Secretaría de Estado.

## Fuente
- «Antecedentes». Secretaría de Turismo. Consultado el 11 de junio de 2025.